# 索氏提取器

一张索氏萃取器的示意图
1：搅拌子2：烧瓶（烧瓶中的液体不能装得太多，一般是索氏萃取器容积的三分之一或四分之一）3：蒸汽路径4：套管5：固体6：虹吸管7：虹吸出口8：转接头9：冷凝管10：冷却水出口11：冷却水入口

索氏提取器（英語：Soxhlet extractor）是一种在1879年由Franz von Soxhlet发明的实验仪器。它最初的设计是为了从固体中萃取脂类化合物，但是，索氏萃取器不仅仅可以用来萃取脂类。一般来讲，如果欲萃取的化合物在溶剂中有有限的溶解度而杂质不溶于这种溶剂，就可以使用索氏萃取器（因为如果欲萃取的化合物在溶剂中溶解度很高，则通过过滤就可以与不溶的杂质分离）。

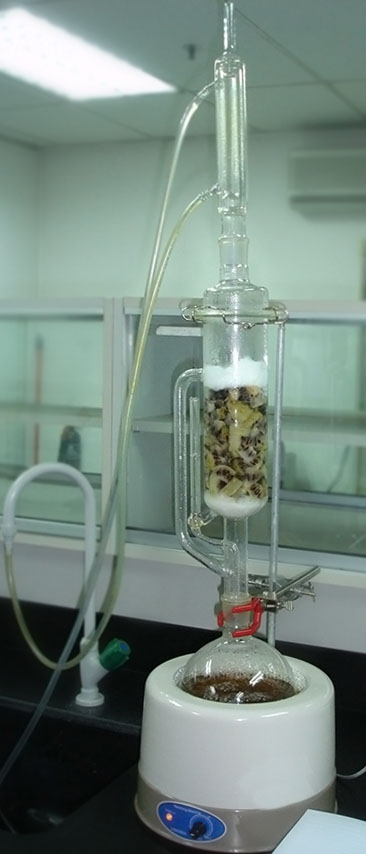
正在萃取中的水果（置于套管中）

一般来讲，样品是放在用很厚的滤纸制成的筒中，然后整个筒被放在索氏萃取的套管中。索氏萃取管会被放在装有萃取溶剂的烧瓶上，而其上方会有一支回流冷凝管。
溶剂会被加热而进行回流，溶剂会通过蒸汽路径上行并流入套管，浸润固体。冷凝管保证了所有溶剂蒸汽都会被冷却而回到套管中浸润固体。
套管会逐渐被热的溶剂充满。一些待提纯物质会逐渐溶解在热溶剂中。当索氏套管近满时，溶剂就会自动地顺着虹吸管流出，重新进入烧瓶进行蒸馏。这个循环会进行很多次，甚至可能会达到数小时或数天。
在每个周期中都会有一部分化合物溶解在溶剂中，许多周期后这些化合物就会主要集中于烧瓶。这套装置的优点是虽然有许多批溶剂通过样品，但实验结束时只需回收一批。
萃取之后溶剂被移除（通常通过旋转蒸发仪）来得到溶解的化合物。那些不溶的固体物质留在萃取器中，通常為廢棄物。

## 历史
William B. Jensen曾经提到最早通过多次让热的溶剂通过有机物来提取的是大约生活在公元前3500年的美索不达米亚人。在Franz von Soxhlet之前，法国科学家Anselme Payen也曾在19世纪30年代对有机物的提取做出过贡献。